# Clarance Churchill Mann
Clarance Churchill Mann CBE DSO, kanadski general, * 6. september 1904, † 14. januar 1989.

## Življenjepis
Med 5. julijem in 19. julijem 1940 je bil drugi generalštabni častnik 1. kanadske pehotne divizije; nato pa je do 24. decembra istega leta zasedel isti položaj v sklopu britanskega 7. korpusa in do 28. januarja 1941 v štabu 1. kanadskega korpusa. Med 29. januarjem in 30. novembra 1941 je bil poveljnik 8. izvidniškega polka, nato pa je postal prvi generalštabni častnik 2. kanadske pehotne divizije; na tem položaju je ostal do 12. junija 1942. Naslednji dan je postal brigadni general v štabu 1. kanadskega korpusa. Tu je ostal do 23. junija 1943, ko je bil imenovan za 7. kanadske pehotne brigade. Med 28. januarjem 1944 in 30. julijem 1945 je bil načelnik štaba 1. kanadske armade.

## Odlikovanja
- poveljnik reda britanskega imperija
- Distinguished Service Order
- poveljnik reda Oranje-Nassau: 8. december 1945[3]